# Последний человек (мультсериал)
«Последний человек» (англ. Lastman) — французский анимационный сериал для взрослых авторства Жереми Перена (фр.), транслировавшийся по телеканалу «France 4» с 22 ноября по 13 декабря 2016 года. Основан на серии одноимённых комиксов и хронологически является приквелом к ней. Деньги на мультсериал были собраны на Kickstarter в сентябре 2016 года. Весной 2017 года вышел на русском языке в озвучке «VoicePower». В июне 2019 года создатели подтвердили, что будет сниматься второй сезон мультсериала. В марте 2021 года студия «Everybody On Deck» объявила о выходе 2 сезона в начале 2022 года.

## Сюжет
События разворачиваются в вымышленном мегаполисе Пакстауне. Главный герой — Ришар Альдана, боксёр-любитель в клубе Дейва Маккензи, ищет работу и вечно нарывается на неприятности. В один день к клубу Дейва подъезжает автомобиль «Ордена Льва» во главе с Ризелем, который силой забирает Дейва. Так начинается история Ришара, полная приключений и опасностей…

## Персонажи
- Ришар Альдана — главный герой, боксёр.
- Дэйв Маккензи — владелец боксёрского клуба.
- Ризель — антагонист, вран, вселившийся в тело друга Говарда Шарля. Глава «Ордена Льва».
- Сири — удочерённая Дэйвом и Говардом девочка.
- Говард Маккензи — брат Дэйва. Знаком с «Орденом Льва», многое знает о вранах и Долине Королей.
- Моника Мендоза — сотрудник полиции, занимающийся поимкой «сердцееда».
- Томи Катана — певица, пытающаяся прославиться.
- Карум — главный антагонист сериала и комикса, также известен как «пожиратель»; в прошлом Карум имел облик человека, лишившись его, он принял образ росомахи. Самый опасный вран.
- Дюк Даймонд — напарник Альданы, боксёр.
- Тейлор «Пухляш» Бандо — друг Ришара, Сири и Дэйва.
- Враны (корольки) — демоны из другого мира.
- Крёстный отец — антагонист, патриарх мафии Пакстауна, дядя Гарри Зенкова.
- Гарри Зенкова — антагонист, владелец стрип-клуба.
- Кашемир — кот (кошка), обнаруживший(ая) Карума в обличии Сири и погибший(ая) в неравном бою с ним.

## Список серий

### Первый сезон
1. «Ты идиот, Альдана» (фр. T’es un abruti Aldana)
2. «Ты говоришь это, потому что у меня граната» (фр. Tu dis ça parce que j’ai une grenade)
3. «Знаешь, я, и этот усач» (фр. Tu sais, moi, les moustachus)
4. «А ну вышел из моей матери!» (фр. Sors de ma mère!)
5. «Квадрат за квадратом» (фр. Des carrés dans des carrés)
6. «Клыки, клыки, клыки» (фр. Des dents, des dents, des dents)
7. «Ты говоришь как человек чести» (фр. Tu parles comme un homme d’honneur)
8. «Мы тебя расчленим» (фр. Nous allons te démembrer)
9. «Жёлтый мозг» (фр. Cerveau jaune)
10. «Вам назначено?» (фр. Nous avions rendez-vous?)
11. «Обратите внимание, если она замигает» (фр. Attention quand ça clignote)
12. «Почему этот мужик бьёт меня?» (фр. Pourquoi ce type me frappe?)
13. «Ну ты смешной, Альдана» (фр. T’es choupi Aldana)
14. «Ну давай, спой что-нибудь» (фр. Vas-y chante un truc pour voir)
15. «Я — пассажир» (фр. Je suis le passager)
16. «К чёрту параметры» (фр. Paramètres mon cul)
17. «Семья — это всегда сложно» (фр. La famille c’est toujours compliqué)
18. «Мотор!» (фр. Action!)
19. «Оставайтесь с нами на Паксньюс» (фр. Restez avec nous sur Paxnews)
20. «Передай мне горчицу, пожалуйста» (фр. Tu pourrais me passer la moutarde?)
21. "О нет… " (фр. Oh non…)
22. «Ну и рожа у твоего рака отшельника» (фр. Il a une sale gueule ton bernard l’hermite)
23. «Не дай ему коснуться тебя» (фр. Le laisse jamais te toucher)
24. «Держаться и не умереть» (фр. Encaisser et pas mourir)
25. «Извини» (фр. Je suis désolé)
26. «Я последний раз прошу по хорошему» (фр. C’est la dernière fois que je vous le demande poliment)

### Второй сезон
1. Ришар (фр. Richard)
2. Гарри (фр. Harry)
3. Томи (фр. Tomie)
4. Сири (фр. Siri)
5. Мариан (фр. Marianne)
6. Сэм (фр. Sam)